# 시그네 호른보리

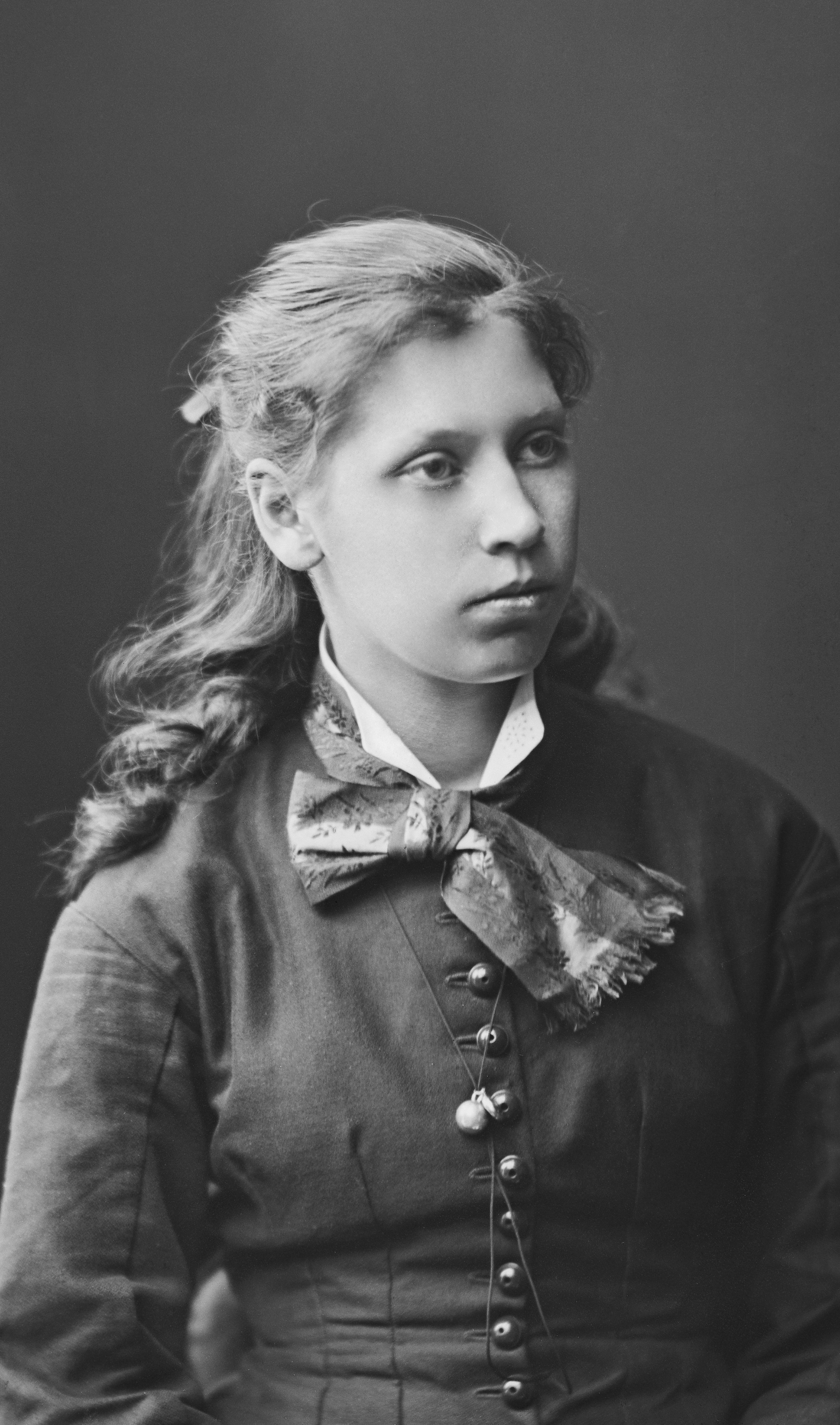
1878년의 호른보리.

시그네 이다 카타리나 호른보리(스웨덴어: Signe Ida Katarina Hornborg: 1862년 11월 8일-1916년 12월 6일)는 핀란드의 건축가다. 1890년 건축학 학위를 취득하여 세계 최초의 공인된 여성 건축가가 되었다.
스웨덴계로 투르쿠 출신. 포르보 주교 안데르스 요한 호른보리의 딸이다. 1887년 헬싱키 폴리테크닉에 입학했으나, 당시 여성은 정규학생으로 입학할 수 없었기에 시간제 학생으로서 수학했다. 1890년 건축학사로 졸업하고 엘리아 헤이켈, 라르스 손크의 밑에서 일했으며 독립된 건축가로 일하기도 했다.
호른보리의 대표작으로는 하미나 의용소방대 건물(1890년), 포리의 네오르네상스 주거건물인 시그넬린나(1892년), 헬싱키 세패가 1번지 주거건물(1897년) 등이 있다. 세패가 1번지 건물은 1960년대에 철거되었는데, 오늘날 중요한 문화재 손실로 여겨진다.